# Referendum in Spagna del 1966
Il referendum in Spagna del 1966 si svolse il 14 dicembre 1966 per approvare la nuova costituzione, meglio detta Legge organica dello Stato.
La partecipazione al voto fu consentita di partecipare a tutti gli spagnoli di età superiore ai 21 anni. Secondo quanto riferito, è stato approvato dal 98,1% dei voti validi su un'affluenza dell'88,8%.
La Legge organica dello Stato entrò in vigore il 1º gennaio 1967 e rimase in vigore fino a quando la Costituzione spagnola del 1978 fu approvata da un analogo referendum lo stesso anno, dopo la morte di Francisco Franco e la ripresa del governo parlamentare attraverso un'assemblea eletta a pieno titolo.

## Contenuto della legge

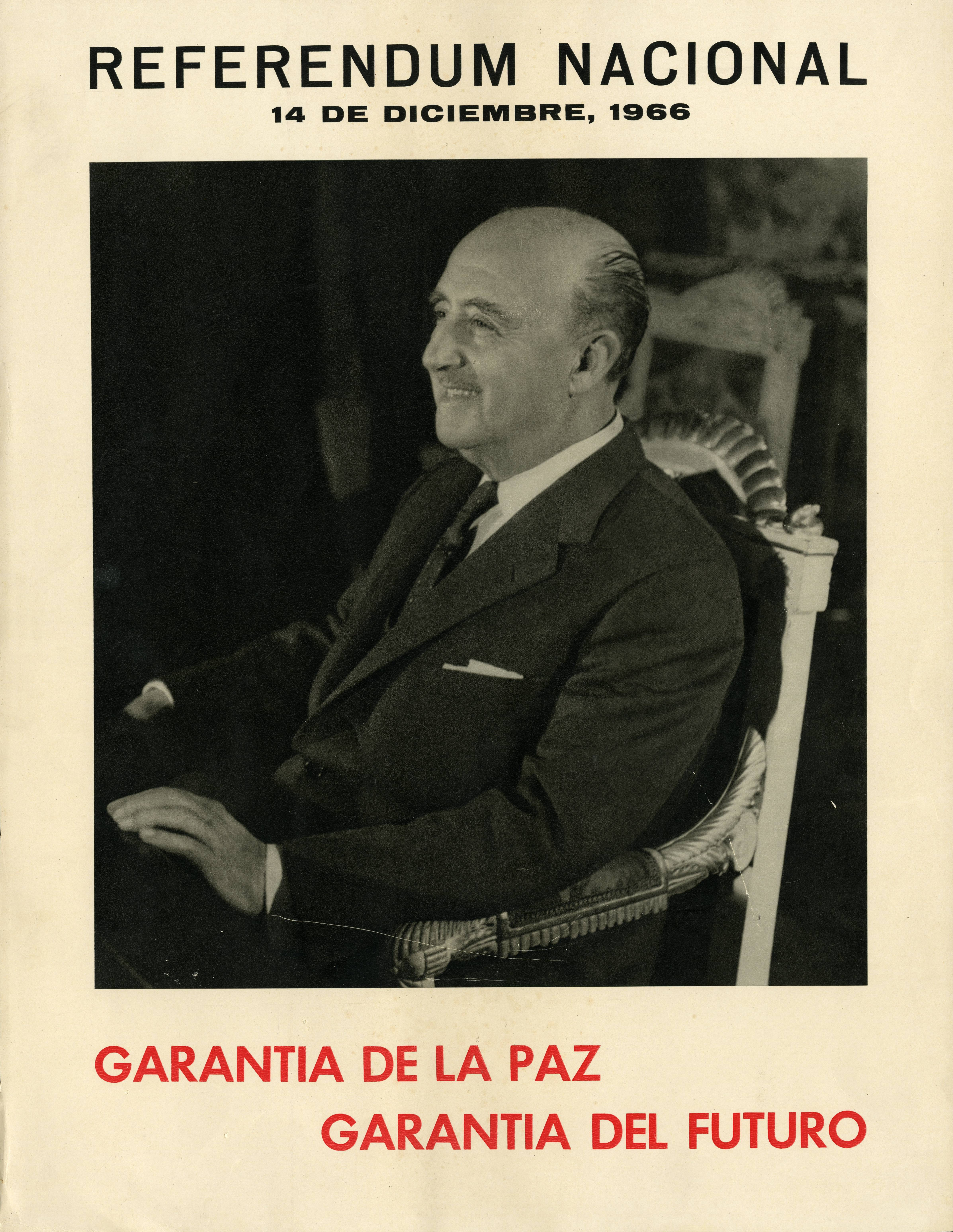
Manifesto di propaganda del governo che chiede il voto affermativo al referendum.

La nuova costituzione, chiamata Legge Organica dello Stato (Ley Orgánica del Estado), stabiliva una leggera restrizione ai poteri autocratici del generale Francisco Franco come Capo di Stato, limitando tali poteri alla formulazione della politica generale dello Stato, alla rappresentanza della Spagna nelle relazioni estere, nonché alla ratifica dei trattati e all'esercizio del comando supremo delle forze armate e servendo come capo del Movimiento Nacional (la coalizione dei settori politici, economici e militari che sostenevano la dittatura).
La proposta di Legge organica istituiva anche un ufficio del Capo del governo, che avrebbe gestito le operazioni quotidiane del governo e sarebbe stato responsabile nei confronti delle Cortes di un programma di governo accanto all'esecutivo, oltre a svolgere la politica generale dello Stato formulato dal Capo dello Stato. Tale carica sarebbe stata separata e indipendente da quella del Capo dello Stato — anche se in pratica entrambe erano rivestite contemporaneamente dallo stesso Franco fino al 1973 — con mandato quinquennale, nominato dal Consiglio del Regno e approvato dal Capo dello Stato. Dopo che la legge di successione fu approvata nel referendum del 1947, la Presidenza dello Stato sarebbe stata sostituita da quella del Re di Spagna con le stesse autorità e funzioni dopo la morte di Franco.
La scelta dell'erede spettava solo al Capo dello Stato, da confermare nelle Cortes Españolas a maggioranza di due terzi e successivamente trasmessa per via ereditaria. La Legge Organica prevedeva anche che il Consiglio del Regno fosse ridotto da 17 a 13 membri (dieci eletti dalle Cortes, sette nominati dal Capo dello Stato), e le Cortes da 611 deputati a 403 (108 eletti direttamente, 25 nominati dal Capo dello Stato, con il resto eletto dagli organi corporativi), e confermava la libertà di religione per ebrei e protestanti spagnoli. Le Cortes ricevettero anche maggiori poteri legislativi dalla legge.

## Risultati
| Preferenza                      | voti       | %      |
| ------------------------------- | ---------- | ------ |
| Sì                              | 18 130 612 | 98,15  |
| No                              | 342 338    | 1.85   |
| Voti validi                     | 18.472.950 | 97,67  |
| Voti non validi o vuoti         | 440.687    | 2,33   |
| Voti totali                     | 18.913.637 | 100,00 |
| Elettori registrati e affluenza | 21.301.540 | 88,79  |
| Fonte: Nohlen & Stöver          |            |        |